# Л'Албіол
л'Албіо́л (кат. L'Albiol, вимова літературною каталанською [łəłβi'oł]) — муніципалітет, розташований в Автономній області Каталонія, в Іспанії. Код муніципалітету за номенклатурою Інституту статистики Каталонії — 430038. Знаходиться у районі (кумарці) Баш-Камп (коди району — 08 та BC) провінції Таррагона, згідно з новою адміністративною реформою перебуватиме у складі баґарії (округи) Камп-да-Таррагона.

## Назва муніципалітету
Назва муніципалітету походить від імені лат. Albĭus.

## Населення
Населення міста (у 2007 р.) становить 377 осіб (з них менше 14 років — 22,3 %, від 15 до 64 — 67,4 %, понад 65 років — 10,3 %). У 2006 р. народжуваність склала 5 осіб, смертність — 0 осіб, зареєстровано 3 шлюби. У 2001 р. активне населення становило 100 осіб, з них безробітних — 5 осіб.
Серед осіб, які проживали на території міста у 2001 р., 139 народилися в Каталонії (з них 89 осіб у тому самому районі, або кумарці), 42 особи приїхали з інших областей Іспанії, а 11 осіб приїхало з-за кордону.
Вищу освіту має 19 % усього населення.
У 2001 р. нараховувалося 77 домогосподарств (з них 33,8 % складалися з однієї особи, 20,8 % з двох осіб,16,9 % з 3 осіб, 22,1 % з 4 осіб, 5,2 % з 5 осіб, 0 % з 6 осіб, 1,3 % з 7 осіб, 0 % з 8 осіб і 0 % з 9 і більше осіб).
Активне населення міста у 2001 р. працювало у таких сферах діяльності: у сільському господарстві — 3,2 %, у промисловості — 25,3 %, на будівництві — 14,7 % і у сфері обслуговування — 56,8 %.
У муніципалітеті або у власному районі (кумарці) працює 19 осіб, поза районом — 89 осіб.

### Безробіття
У 2007 р. нараховувалося 9 безробітних (у 2006 р. — 8 безробітних), з них чоловіки становили 33,3 %, а жінки — 66,7 %.

## Економіка

### Підприємства міста

#### Промислові підприємства
| \| Промислові підприємства міста, за сферою діяльності \| Промислові підприємства міста, за сферою діяльності \| Промислові підприємства міста, за сферою діяльності \| \| Рік \| 2002 р. \| 2001 р. \| \| --------------------------------------------------- \| --------------------------------------------------- \| --------------------------------------------------- \| \| Енергетичні та водні ресурси \| 50 % \| 50 % \| \| Хімія та метали \| 0 % \| 0 % \| \| Переробка металів \| 50 % \| 50 % \| \| Продукти харчування \| 0 % \| 0 % \| \| Текстиль \| 0 % \| 0 % \| \| Виробництво меблів, видання \| 0 % \| 0 % \| \| Інше \| 0 % \| 0 % \| \| Усього підприємств \| 2 \| 2 \| |         |         |
| Промислові підприємства міста, за сферою діяльності |         |         |
| Рік | 2002 р. | 2001 р. |
| Енергетичні та водні ресурси | 50 %    | 50 %    |
| Хімія та метали | 0 %     | 0 %     |
| Переробка металів | 50 %    | 50 %    |
| Продукти харчування | 0 %     | 0 %     |
| Текстиль | 0 %     | 0 %     |
| Виробництво меблів, видання | 0 %     | 0 %     |
| Інше | 0 %     | 0 %     |
| Усього підприємств | 2       | 2       |

#### Сфера послуг
| \| Підприємства міста, що працюють у сфері послуг, за діяльністю \| Підприємства міста, що працюють у сфері послуг, за діяльністю \| Підприємства міста, що працюють у сфері послуг, за діяльністю \| \| Рік \| 2002 р. \| 2001 р. \| \| ------------------------------------------------------------- \| ------------------------------------------------------------- \| ------------------------------------------------------------- \| \| Гуртова торгівля \| 0 % \| 0 % \| \| Готелі та готельний бізнес \| 50 % \| 66,7 % \| \| Транспорт та зв'язок \| 25 % \| 33,3 % \| \| Посередницькі фінансові послуги \| 0 % \| 0 % \| \| Послуги підприємствам \| 0 % \| 0 % \| \| Послуги фізичним особам \| 25 % \| 0 % \| \| Нерухомість та ін. \| 0 % \| 0 % \| \| Усього підприємств \| 4 \| 3 \| |         |         |
| Підприємства міста, що працюють у сфері послуг, за діяльністю |         |         |
| Рік | 2002 р. | 2001 р. |
| Гуртова торгівля | 0 %     | 0 %     |
| Готелі та готельний бізнес | 50 %    | 66,7 %  |
| Транспорт та зв'язок | 25 %    | 33,3 %  |
| Посередницькі фінансові послуги | 0 %     | 0 %     |
| Послуги підприємствам | 0 %     | 0 %     |
| Послуги фізичним особам | 25 %    | 0 %     |
| Нерухомість та ін. | 0 %     | 0 %     |
| Усього підприємств | 4       | 3       |

## Житловий фонд
У 2001 р. 1,3 % усіх родин (домогосподарств) мали житло метражем до 59 м2, 13 % — від 60 до 89 м2, 39 % — від 90 до 119 м2 і
46,8 % — понад 120 м2.

З усіх будівель у 2001 р. 47,7 % було одноповерховими, 47,7 % — двоповерховими, 4,6 % — триповерховими, і жодного з чотирма та більше поверхами.

## Автопарк
| \| Автомобілі, зареєстровані у місті, за призначенням \| Автомобілі, зареєстровані у місті, за призначенням \| Автомобілі, зареєстровані у місті, за призначенням \| \| Рік \| 2006 р. \| 2005 р. \| \| -------------------------------------------------- \| -------------------------------------------------- \| -------------------------------------------------- \| \| Приватні автомобілі \| 59,3 % \| 61,9 % \| \| Мотоцикли \| 11,9 % \| 10,4 % \| \| Вантажівки \| 24,7 % \| 24,1 % \| \| Трактори \| 0,7 % \| 0,4 % \| \| Автобуси та ін. \| 3,4 % \| 3,3 % \| \| Усього автомобілів \| 295 шт. \| 270 шт. \| |         |         |
| Автомобілі, зареєстровані у місті, за призначенням |         |         |
| Рік | 2006 р. | 2005 р. |
| Приватні автомобілі | 59,3 %  | 61,9 %  |
| Мотоцикли | 11,9 %  | 10,4 %  |
| Вантажівки | 24,7 %  | 24,1 %  |
| Трактори | 0,7 %   | 0,4 %   |
| Автобуси та ін. | 3,4 %   | 3,3 %   |
| Усього автомобілів | 295 шт. | 270 шт. |

## Вживання каталанської мови
У 2001 р. каталанську мову у місті розуміли 97,9 % усього населення (у 1996 р. — 98,6 %), вміли говорити нею 90,4 % (у 1996 р. — 91 %), вміли читати 88,8 % (у 1996 р. — 87,5 %), вміли писати 70,2 % (у 1996 р. — 63,2 %). Не розуміли каталанської мови 2,1 %.

## Політичні уподобання
У виборах до Парламенту Каталонії у 2006 р. взяло участь 126 осіб (у 2003 р. — 111 осіб). Голоси за політичні сили розподілилися таким чином:
| \| Вибори до Парламенту Каталонії \| Вибори до Парламенту Каталонії \| Вибори до Парламенту Каталонії \| \| Рік \| 2006 р. \| 2003 р. \| \| -------------------------------------- \| ------------------------------ \| ------------------------------ \| \| Конвергенція та Єднання (CiU) \| 31,7 % \| 28,8 % \| \| Соціалістична партія Каталонії (PSC) \| 29,4 % \| 30,6 % \| \| Народна партія (PP) \| 10,3 % \| 9 % \| \| Ініціатива за Каталонію — Зелені (ICV) \| 6,3 % \| 9 % \| \| Республіканська лівиця Каталонії (ERC) \| 15,9 % \| 18,9 % \| \| Громадяни — Громадянська партія (C's) \| 1,6 % \| 0 % \| \| Інші \| 4,8 % \| 3,6 % \| |         |         |
| Вибори до Парламенту Каталонії |         |         |
| Рік | 2006 р. | 2003 р. |
| Конвергенція та Єднання (CiU) | 31,7 %  | 28,8 %  |
| Соціалістична партія Каталонії (PSC) | 29,4 %  | 30,6 %  |
| Народна партія (PP) | 10,3 %  | 9 %     |
| Ініціатива за Каталонію — Зелені (ICV) | 6,3 %   | 9 %     |
| Республіканська лівиця Каталонії (ERC) | 15,9 %  | 18,9 %  |
| Громадяни — Громадянська партія (C's) | 1,6 %   | 0 %     |
| Інші | 4,8 %   | 3,6 %   |

У муніципальних виборах у 2007 р. взяло участь 183 особи (у 2003 р. — 0 осіб). Голоси за політичні сили розподілилися таким чином:
| \| Муніципальні вибори \| Муніципальні вибори \| Муніципальні вибори \| \| Рік \| 2007 р. \| 2003 р. \| \| -------------------------------------- \| ------------------- \| ------------------- \| \| Конвергенція та Єднання (CiU) \| 19,1 % \| -% \| \| Соціалістична партія Каталонії (PSC) \| 77 % \| -% \| \| Народна партія (PP) \| 1,6 % \| -% \| \| Ініціатива за Каталонію — Зелені (ICV) \| 0 % \| -% \| \| Республіканська лівиця Каталонії (ERC) \| 2,2 % \| -% \| \| Громадяни — Громадянська партія (C's) \| 0 % \| 0 % \| \| Інші \| 0 % \| -% \| |         |         |
| Муніципальні вибори |         |         |
| Рік | 2007 р. | 2003 р. |
| Конвергенція та Єднання (CiU) | 19,1 %  | -%      |
| Соціалістична партія Каталонії (PSC) | 77 %    | -%      |
| Народна партія (PP) | 1,6 %   | -%      |
| Ініціатива за Каталонію — Зелені (ICV) | 0 %     | -%      |
| Республіканська лівиця Каталонії (ERC) | 2,2 %   | -%      |
| Громадяни — Громадянська партія (C's) | 0 %     | 0 %     |
| Інші | 0 %     | -%      |